# José María Puig
José María Puig Bori (Barcellona, 26 settembre 1903 – Barcellona, 5 agosto 1980) è stato un pallanuotista spagnolo.
Ha fatto parte della Spagna che ha partecipato al torneo di pallanuoto ai Giochi di Parigi 1924 e di Amsterdam 1928.